# St. Anschar (Hamburg-Eppendorf)

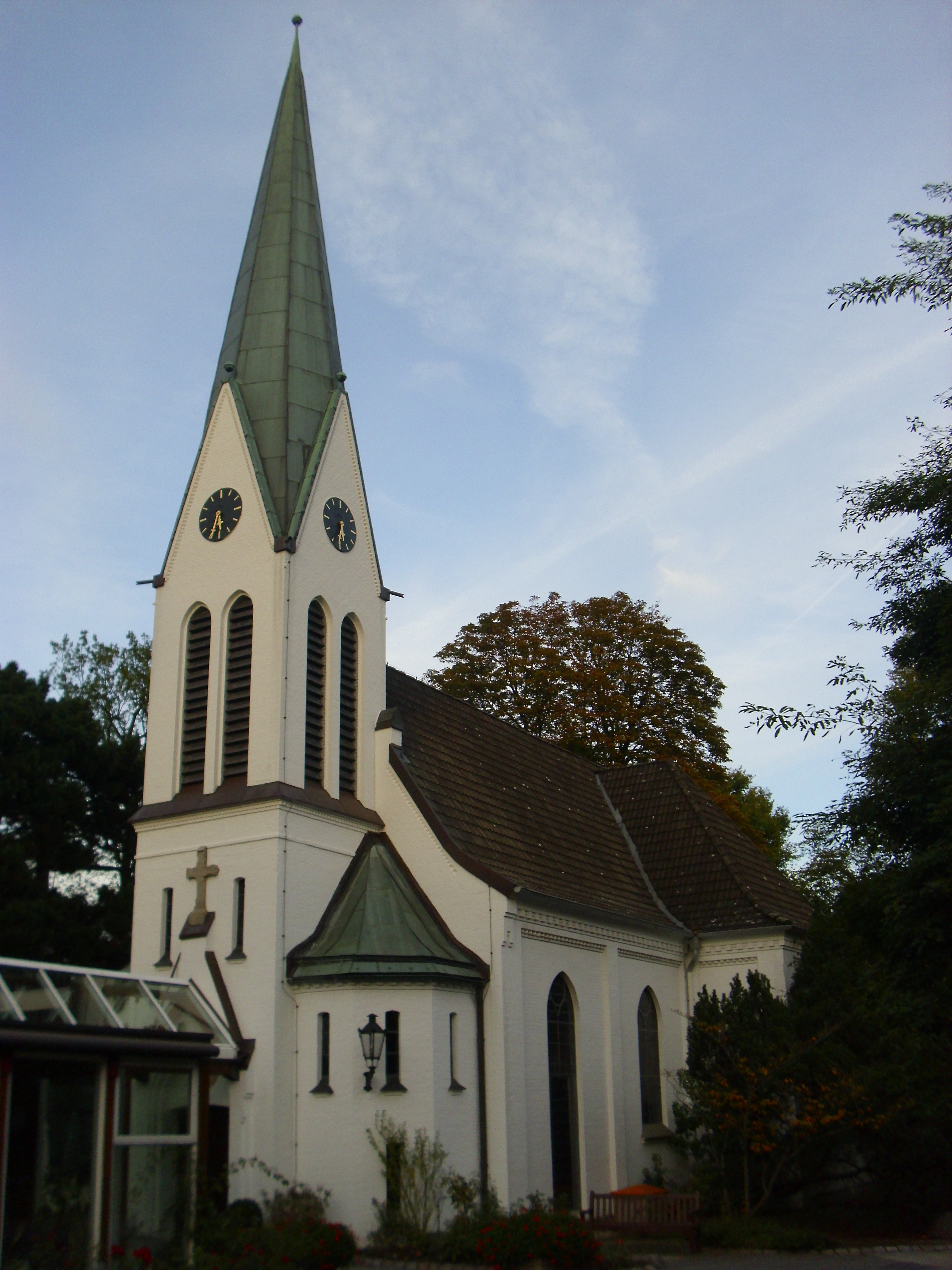
St. Anschar zu Hamburg-Eppendorf

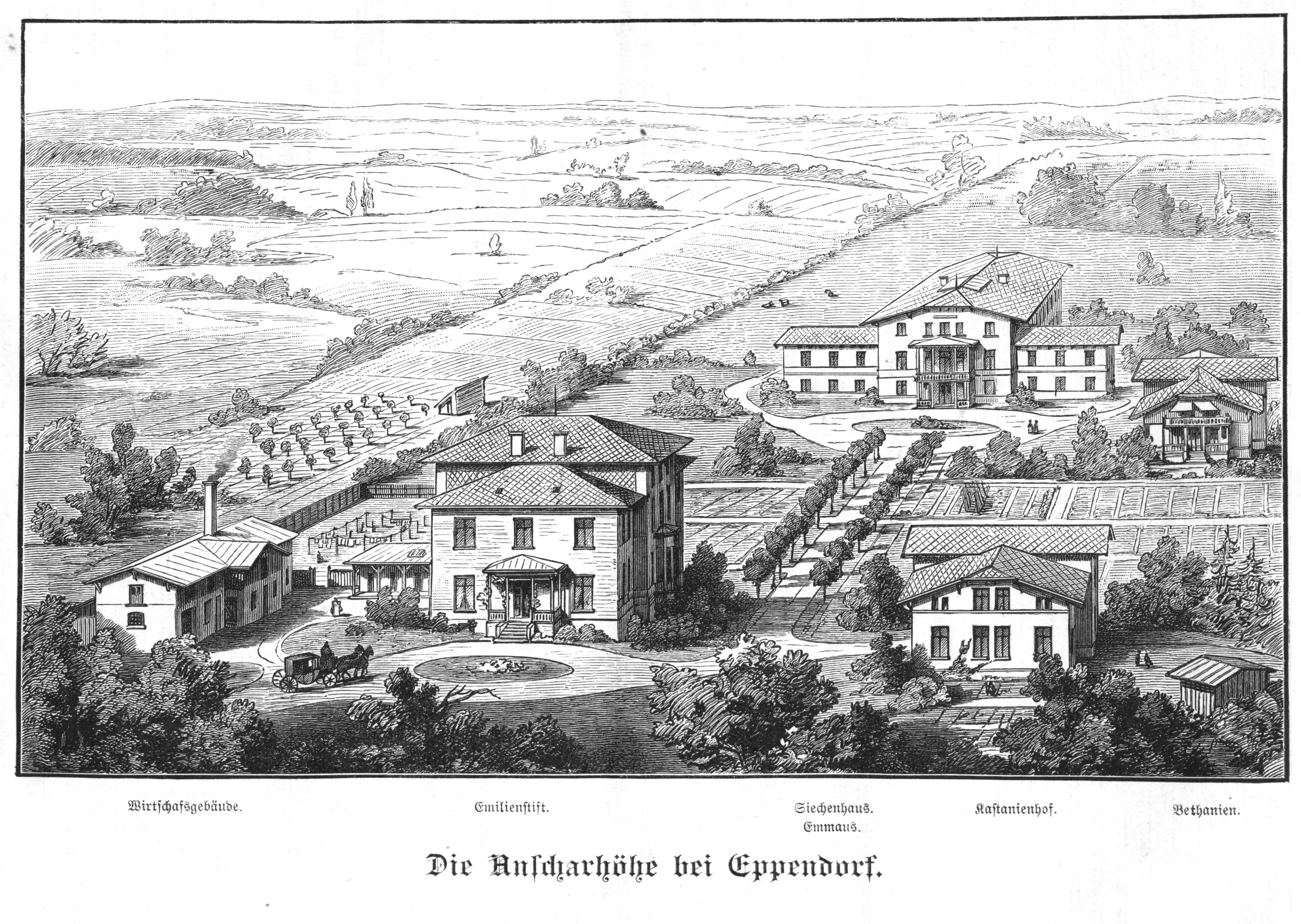
Anscharhöhe bei Eppendorf 1886

St. Anschar ist eine evangelisch-lutherische Kirchengemeinde in Hamburg-Eppendorf. Das Kirchgebäude wurde 1889 errichtet und steht heute unter Denkmalschutz. Die Kirche gehört zur Stiftung Anscharhöhe und befindet sich auf dem Stiftungsgelände, etwas von der Tarpenbekstraße zurückgesetzt.

## Geschichte und Architektur
Die Kirchengemeinde St. Anschar ist nach St. Ansgar benannt, dem ersten Bischof von Hamburg. Die freikirchliche Gemeinde entstand aus der von Johann Hinrich Wichern angestoßenen Inneren Mission. 1860 wurde die St.-Anschar-Kapelle hinter dem Gänsemarkt in der Hamburger Innenstadt erbaut. Der Entwurf der Kapelle am Valentinskamp 20 (St.-Anschar-Platz) stammte von Carl Heinrich Remé. Die Kapelle wurde Ende der 1960er Jahre abgerissen.
Als erster Pastor von St. Anschar und Direktor der Hamburger Stadtmission wurde 1865 Wilhelm Baur (1826–1897) von Wichern berufen. Er blieb bis 1872. Die Kirchengemeinde St. Anschar hatte von Anfang an eine starke diakonische Ausrichtung. 1886 gründete sie als „Kolonie der Barmherzigkeit“ unweit des damaligen Dorfes Eppendorf die Anscharhöhe, in der Alte, Behinderte und Kranke wohnten. Das Gelände hatte die Stifterin Emilie Jenisch für ihr Emilienstift erworben und 1885 ein Teilstück an St. Anschar weiterverkauft. Diese Erweiterung führte der zweite Pastor der Anschargemeinde Carl Ninck (1834–1887) durch.
Das Kirchgebäude wurde 1889 als Kirche „Zum guten Hirten“ nach Plänen des Hamburger Architekten Julius Faulwasser errichtet. Stilistisch ist das Gebäude ein „schlichter neogotischer Saalbau mit Einturm“. In den Jahren 1952 und 1969 wurde die Kirche renoviert, die Planung erfolgte durch Dieter und Gerhard Langmaack.
Unter Pastor Max Glage (1866–1936) entwickelte die Gemeinde sich in eine konfessionell-lutherische Richtung. Sie trennte sich 1924 von der Hamburger Landeskirche, um die eigenständige „Bekenntniskirche St. Anschar zu Hamburg“ zu bilden. 1935 wurde der in Opposition zum NS-Regime stehende Erwin Schmidt Pastor der Gemeinde, nachdem er als Domprediger in Lübeck ein Redeverbot bekommen hatte. Als führendes Mitglied der Michaelsbruderschaft prägte er die Gemeinde im Sinne der Berneuchener Bewegung. Von 1952 bis 1954 war Albrecht Peters, der spätere Professor für Systematische Theologie in Heidelberg, Vikar in St. Anschar. 1971 trat die Gemeinde wieder der Hamburger Landeskirche bei. Sie ist zugleich Parochial- und Personalgemeinde und gehört heute zum Kirchenkreis Hamburg-Ost der Nordkirche.

## Orgel
Eine erste Orgel erhielt die Kirche im Jahr 1899 von der Firma P. Furtwängler & Hammer (Hannover). Sie wurde 1972 von der Orgelbaufirma Walcker (Ludwigsburg) ersetzt. 1996 nahm Claus Sebastian (Geesthacht) einen Umbau vor. Das Instrument verfügt über mechanische Schleifladen und elf Register, die auf zwei Manuale und Pedal verteilt sind. Das schlichte dreiteilige Gehäuse besteht aus drei hochrechteckigen Kästen, deren mittlerer überhöht ist.

Die Disposition lautet wie folgt:
| I Manual C–g3     |    |
| Rohrflöte         | 8′ |
| Prinzipal         | 4′ |
| Sesquialtera I–II |    |
| Mixtur II–III     |    |

| II Manual C–g3 |       |
| Gemshorn       | 8′    |
| Rohrflöte      | 4′    |
| Prinzipal      | 2′    |
| Quinte         | 1 ⁄3′ |
| Tremulant      |       |

| Pedal C–f1  |     |
| Subbass     | 16′ |
| Holzgedackt | 8′  |
| Trompete    | 8′  |

- Koppeln: II/I, I/P, II/P
- Nebenregister: Zimbelstern